# Sailor
Sailor es el segundo álbum de estudio de la banda estadounidense de rock Steve Miller Band, publicado en octubre de 1968. Fue el último álbum con contribuciones del músico Boz Scaggs. Se considera que está dentro de la onda psicodélica de la época.

## Lista de canciones
1. "Song for Our Ancestors" (Steve Miller) – 5:59
2. "Dear Mary" (Miller) – 3:34
3. "My Friend" (Tim Davis, Boz Scaggs) – 3:28
4. "Living in the U.S.A." (Miller) – 4:04
5. "Quicksilver Girl" (Miller) – 2:43
6. "Lucky Man" (Jim Peterman) – 3:05
7. "Gangster of Love" (Johnny Watson) – 1:22
8. "You're So Fine" (Jimmy Reed) – 2:52
9. "Overdrive" (Scaggs) – 3:53
10. "Dime-a-Dance Romance" (Scaggs) – 3:26

## Músicos
- Steve Miller – guitarra, armónica, voz
- Boz Scaggs – guitarra, coros, voz en "Overdrive" y "Dime-A-Dance Romance".
- Lonnie Turner – bajo, coros
- Jim Peterman – teclado, coros, voz en "Lucky Man"
- Tim Davis – batería, coros, voz en "My Friend"